# 朗蒂奥勒
朗蒂奥勒（法語：Lentiol，法語發音：[lɑ̃tjɔl]）是法国伊泽尔省的一个市镇，原属格勒诺布尔区，2017年起改属维埃纳区。

## 地理
朗蒂奥勒（45°17'57"N, 5°6'48"E）面积7.6 平方千米，位于法国奥弗涅-罗讷-阿尔卑斯大区伊泽尔省，该省份为法国东南部内陆省份，北起顺时针与安省、萨瓦省、上阿尔卑斯省、德龙省、阿尔代什省、卢瓦尔省和罗讷省。
与朗蒂奥勒接壤的市镇（或旧市镇、城区）包括：托迪尔、大塞尔、欧特里沃、朗斯莱斯唐、博福尔、马尔科兰。
朗蒂奥勒的时区为UTC+01:00、UTC+02:00（夏令时）。

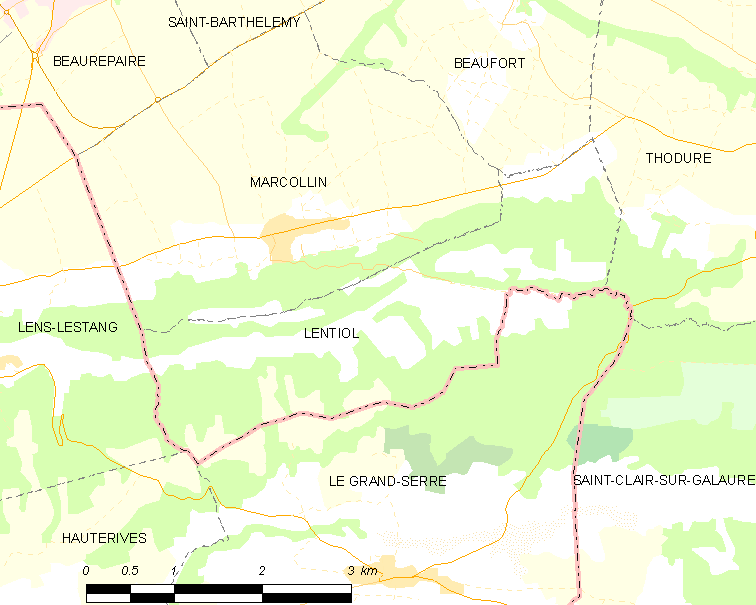
朗蒂奥勒的OSM定位图

## 行政
朗蒂奥勒的邮政编码为38270，INSEE市镇编码为38209。

## 政治
朗蒂奥勒所属的省级选区为比耶夫尔县。

## 人口

1962-2008年间朗蒂奥勒人口变化图示

朗蒂奥勒于2022年1月1日时的人口数量为247人。